# Chransdorf
Chransdorf (niedersorbisch Gózc) ist eine Ortslage der Gemeinde Altdöbern. Der Ort liegt zentral im südbrandenburgischen Landkreises Oberspreewald-Lausitz.

## Lage
Chransdorf liegt in der Niederlausitz im Süden des Naturparks Niederlausitzer Landrücken.
Nördlich von Chransdorf liegt Altdöbern. Im Nordosten befindet sich der Ort Pritzen. Er liegt auf der gegenüberliegenden Seite des Altdöberner Sees. Der See im Osten von Chransdorf entsteht aus dem ehemaligen Tagebau Greifenhain. Im Südosten folgt Woschkow ein Ortsteil der Stadt Großräschen, die südlich von Chransdorf liegt. Im Westen grenzt der Ort an die Gemeinde Bronkow mit den Ortsteilen Lug und Lipten.

## Geschichte

### Ortsgeschichte
Der deutsche Ortsname Chransdorf ist von einem Personennamen abzuleiten, möglich ist der niederdeutsche Name krane für Kranich oder der niedersorbische Name Chron. Erstmals erwähnt wurde der Ort in einer am 8. September 1502 ausgestellten Urkunde. Im Jahr 1623 wurde der deutsche Name als Kransdorf und 1664 als Cranßdorff genannt. Die niedersorbische Namensvariante Gozc wurde 1761 erwähnt. Dies bezeichnet eine Siedlung im Wald, Namensverwandtschaft besteht zu Orten mit dem Namen Gosda wie Gosda in der benachbarten Gemeinde Luckaitztal.
1723 lebten in Chransdorf Kossäten und Büdner in sechs Feuerstellen. Im Ergebnis des Wiener Kongresses kam das zuvor sächsische Chransdorf an das Königreich Preußen, wo es zum Landkreis Calau gehörte. Während des 19. Jahrhunderts gehörte eine Wassermühle zum Ort. Im Jahr 1818 hatte Chransdorf 62 Einwohner. Zu Beginn des 20. Jahrhunderts lebten im Gemeindebezirk 25 und im Gutsbezirk 42 Menschen. Am 1. Januar 1926 wurde Chransdorf nach Altdöbern eingegliedert, zum Zeitpunkt der Eingemeindung hatte das Dorf nur noch 49 Einwohner. Nach dem Zweiten Weltkrieg gehörte Altdöbern mit Chransdorf zum 1952 neu gegründeten Kreis Calau. Nach der Wiedervereinigung kam der Ort in den Landkreis Calau in Brandenburg, der am 6. Dezember 1993 im Landkreis Oberspreewald-Lausitz aufging.
Der Ort gehört zum Kirchenkreis Niederlausitz.

### Einwohnerentwicklung
| Einwohnerentwicklung in Chransdorf von 1875 bis 1925 | Einwohnerentwicklung in Chransdorf von 1875 bis 1925 | Einwohnerentwicklung in Chransdorf von 1875 bis 1925 | Einwohnerentwicklung in Chransdorf von 1875 bis 1925 | Einwohnerentwicklung in Chransdorf von 1875 bis 1925 | Einwohnerentwicklung in Chransdorf von 1875 bis 1925 | Einwohnerentwicklung in Chransdorf von 1875 bis 1925 | Einwohnerentwicklung in Chransdorf von 1875 bis 1925 |
| Jahr                                                 | Einwohner                                            | Jahr                                                 | Einwohner                                            | Jahr                                                 | Einwohner                                            | Jahr                                                 | Einwohner                                            |
| ---------------------------------------------------- | ---------------------------------------------------- | ---------------------------------------------------- | ---------------------------------------------------- | ---------------------------------------------------- | ---------------------------------------------------- | ---------------------------------------------------- | ---------------------------------------------------- |
| 1875                                                 | 61                                                   | 1890                                                 | 55                                                   | 1910                                                 | 62                                                   | 1925                                                 | 49                                                   |

## Sehenswürdigkeiten
Der Radwanderweg Niederlausitzer Bergbautour führt durch den Ort.

## Wirtschaft und Infrastruktur
Westlich des Ortes verläuft die Bundesautobahn 13. An Chransdorf führt die Bahnstrecke Lübbenau–Kamenz vorbei, die sich hier mit der Bahnstrecke Lindthal–Altdöbern Süd vereinigt.
2015 wurde bei Chransdorf ein Windpark mit einer Gesamtleistung von 57,6 MW fertiggestellt. Er besteht aus insgesamt 24 Windkraftanlagen des Typs Nordex N117/2400 mit einer Leistung von jeweils 2,4 MW und einem Rotordurchmesser von 117 m, die auf 141 m hohen Türmen errichtet wurden. Das jährliche Regelarbeitsvermögen des Windparks entspricht dem Stromverbrauch von rund 57.000 Haushalten.